# Valeriana densa
Valeriana densa är en kaprifolväxtart som först beskrevs av Hugh Algernon Weddell, och fick sitt nu gällande namn av Höck. Valeriana densa ingår i släktet vänderötter, och familjen kaprifolväxter. Inga underarter finns listade i Catalogue of Life.